# Línea 713 (Interurbanos Madrid)
La línea 713 de la red de autobuses interurbanos de Madrid une la terminal subterránea del Intercambiador de Plaza de Castilla con Tres Cantos por la Avenida del Parque.

## Características
Esta línea une Madrid con Tres Cantos atravesando la Avenida del Parque, con un recorrido que dura aproximadamente 45 minutos entre cabeceras.
Hasta el 1 de noviembre de 2012 la línea realizaba un recorrido circular por Tres Cantos en sentido horario, complementada por el recorrido anti horario que realizaba la línea 712. Ambas líneas fueron reorganizadas coincidiendo con la supresión de la línea 717, absorbiendo el recorrido de dicha línea en los nuevos recorridos de las 712 y 713.
El 1 de octubre de 2018 la línea amplió su itinerario para cubrir los nuevos desarrollos urbanísticos al norte de la ciudad, llamados Nuevo Tres Cantos.
Algunas expediciones comienzan o terminan su recorrido en el Intercambiador de Plaza de Castilla en superficie, puesto que operan en horas en las que la parte subterránea aún no ha abierto para la circulación de autobuses por la mañana o ya ha cerrado por la noche.
Al compartir la dársena 30 en el Intercambiador de Plaza de Castilla junto con la línea 712, sus horarios están coordinados para que no existan servicios de ambas líneas que salgan a la vez.
Siguiendo la numeración de líneas del CRTM, las líneas que circulan por el corredor 7 son aquellas que dan servicio a los municipios situados en torno a la M-607 y comienzan con un 7. Aquellas numeradas dentro de la decena 710 corresponden a aquellas que circulan por Tres Cantos.
La línea no mantiene los mismos horarios todo el año, desde el 16 al 31 de julio se reducen el número de expediciones los días laborables entre semana (sábados laborables, domingos y festivos tienen los mismos horarios todo el año) y se reducen aún más durante el mes de agosto (también solo los días laborables entre semana), además de los días excepcionales vísperas de festivo y festivos de Navidad en los que los horarios también cambian y se reducen.
Está operada por la empresa ALSA mediante la concesión administrativa VCM-701 - Madrid - Tres Cantos (Viajeros Comunidad de Madrid) del Consorcio Regional de Transportes de Madrid.

### Sublíneas
Aquí se recogen todas las distintas sublíneas que ha tenido la línea 713. La denominación de sublíneas que utiliza el CRTM es la siguiente:
- Número de línea (713)
- Sentido de circulación (1 ida, 2 vuelta)
- Número de sublínea

Por ejemplo, la sublínea 713202 corresponde a la línea 713, sentido 2 (vuelta) y el número 02 de numeración de sublíneas creadas hasta la fecha.
| Ida    | Ruta | Itinerario                      | Vuelta | Ruta | Itinerario                      |
| 713101 | -    | Madrid - Tres Cantos            | 713201 | -    | Tres Cantos - Madrid            |
| 713102 | s    | Madrid superficie - Tres Cantos | 713202 | s    | Tres Cantos - Madrid superficie |

## Horarios

### 1 septiembre - 15 julio
| Lunes a viernes laborables |                      |                      |                      |                      |                      |                      |                      |                      |                      |                      |                      |                      |                      |                      |                      |                      |                      |                      |                      |                      |                      |                      |                      |                      |                      |                      |                      |                      |                      |                      |                      |                      |                      |                      |                      |                      |                      |
| Madrid > Tres Cantos       | Madrid > Tres Cantos | Madrid > Tres Cantos | Madrid > Tres Cantos | Madrid > Tres Cantos | Madrid > Tres Cantos | Madrid > Tres Cantos | Madrid > Tres Cantos | Madrid > Tres Cantos | Madrid > Tres Cantos | Madrid > Tres Cantos | Madrid > Tres Cantos | Madrid > Tres Cantos | Madrid > Tres Cantos | Madrid > Tres Cantos | Madrid > Tres Cantos | Madrid > Tres Cantos | Madrid > Tres Cantos | Madrid > Tres Cantos | Tres Cantos > Madrid | Tres Cantos > Madrid | Tres Cantos > Madrid | Tres Cantos > Madrid | Tres Cantos > Madrid | Tres Cantos > Madrid | Tres Cantos > Madrid | Tres Cantos > Madrid | Tres Cantos > Madrid | Tres Cantos > Madrid | Tres Cantos > Madrid | Tres Cantos > Madrid | Tres Cantos > Madrid | Tres Cantos > Madrid | Tres Cantos > Madrid | Tres Cantos > Madrid | Tres Cantos > Madrid | Tres Cantos > Madrid | Tres Cantos > Madrid |
| 06                         | 07                   | 08                   | 09                   | 10                   | 11                   | 12                   | 13                   | 14                   | 15                   | 16                   | 17                   | 18                   | 19                   | 20                   | 21                   | 22                   | 23                   | 00                   | 06                   | 07                   | 08                   | 09                   | 10                   | 11                   | 12                   | 13                   | 14                   | 15                   | 16                   | 17                   | 18                   | 19                   | 20                   | 21                   | 22                   | 23                   | 00                   |
| 40                         | 00 15 30 45          | 00 15 30 45          | 00 15 30 45          | 00 15 30 45 58       | 18 38 58             | 18 38 58             | 18 38 58             | 18 38 58             | 18 38 58             | 18 38 53             | 15 30 45             | 00 15 30 45          | 00 15 30 45          | 00 15 30 45          | 00 18 38 58          | 18 38 58             | 18                   |                      | 08 23 38 53          | 08 23 38 53          | 08 23 38 53          | 08 23 38 53          | 08 28 48             | 08 28 48             | 08 28 48             | 08 28 48             | 08 28 48             | 08 28 48             | 08 23 38 53          | 08 23 38 53          | 08 23 38 53          | 08 23 38 53          | 08 28 48             | 08 28 48             | 08 28 48             | 08s                  |                      |
| Todo el año                |                      |                      |                      |                      |                      |                      |                      |                      |                      |                      |                      |                      |                      |                      |                      |                      |                      |                      |                      |                      |                      |                      |                      |                      |                      |                      |                      |                      |                      |                      |                      |                      |                      |                      |                      |                      |                      |
| Sábados laborables         |                      |                      |                      |                      |                      |                      |                      |                      |                      |                      |                      |                      |                      |                      |                      |                      |                      |                      |                      |                      |                      |                      |                      |                      |                      |                      |                      |                      |                      |                      |                      |                      |                      |                      |                      |                      |                      |
| Madrid > Tres Cantos       | Madrid > Tres Cantos | Madrid > Tres Cantos | Madrid > Tres Cantos | Madrid > Tres Cantos | Madrid > Tres Cantos | Madrid > Tres Cantos | Madrid > Tres Cantos | Madrid > Tres Cantos | Madrid > Tres Cantos | Madrid > Tres Cantos | Madrid > Tres Cantos | Madrid > Tres Cantos | Madrid > Tres Cantos | Madrid > Tres Cantos | Madrid > Tres Cantos | Madrid > Tres Cantos | Madrid > Tres Cantos | Madrid > Tres Cantos | Tres Cantos > Madrid | Tres Cantos > Madrid | Tres Cantos > Madrid | Tres Cantos > Madrid | Tres Cantos > Madrid | Tres Cantos > Madrid | Tres Cantos > Madrid | Tres Cantos > Madrid | Tres Cantos > Madrid | Tres Cantos > Madrid | Tres Cantos > Madrid | Tres Cantos > Madrid | Tres Cantos > Madrid | Tres Cantos > Madrid | Tres Cantos > Madrid | Tres Cantos > Madrid | Tres Cantos > Madrid | Tres Cantos > Madrid | Tres Cantos > Madrid |
| 06                         | 07                   | 08                   | 09                   | 10                   | 11                   | 12                   | 13                   | 14                   | 15                   | 16                   | 17                   | 18                   | 19                   | 20                   | 21                   | 22                   | 23                   | 00                   | 06                   | 07                   | 08                   | 09                   | 10                   | 11                   | 12                   | 13                   | 14                   | 15                   | 16                   | 17                   | 18                   | 19                   | 20                   | 21                   | 22                   | 23                   | 00                   |
| 45                         | 30                   | 15                   | 00 45                | 30                   | 15                   | 00 45                | 30                   | 15                   | 00 45                | 30                   | 15                   | 00 45                | 30                   | 15                   | 00 45                | 30                   | 15                   | 00s 45s              | 10 50                | 30                   | 15                   | 00 45                | 30                   | 15                   | 00 45                | 30                   | 15                   | 00 45                | 30                   | 15                   | 00 45                | 30                   | 15                   | 00 45                | 30                   | 15s                  | 00s 45s              |
| Todo el año                |                      |                      |                      |                      |                      |                      |                      |                      |                      |                      |                      |                      |                      |                      |                      |                      |                      |                      |                      |                      |                      |                      |                      |                      |                      |                      |                      |                      |                      |                      |                      |                      |                      |                      |                      |                      |                      |
| Domingos y festivos        |                      |                      |                      |                      |                      |                      |                      |                      |                      |                      |                      |                      |                      |                      |                      |                      |                      |                      |                      |                      |                      |                      |                      |                      |                      |                      |                      |                      |                      |                      |                      |                      |                      |                      |                      |                      |                      |
| Madrid > Tres Cantos       | Madrid > Tres Cantos | Madrid > Tres Cantos | Madrid > Tres Cantos | Madrid > Tres Cantos | Madrid > Tres Cantos | Madrid > Tres Cantos | Madrid > Tres Cantos | Madrid > Tres Cantos | Madrid > Tres Cantos | Madrid > Tres Cantos | Madrid > Tres Cantos | Madrid > Tres Cantos | Madrid > Tres Cantos | Madrid > Tres Cantos | Madrid > Tres Cantos | Madrid > Tres Cantos | Madrid > Tres Cantos | Madrid > Tres Cantos | Tres Cantos > Madrid | Tres Cantos > Madrid | Tres Cantos > Madrid | Tres Cantos > Madrid | Tres Cantos > Madrid | Tres Cantos > Madrid | Tres Cantos > Madrid | Tres Cantos > Madrid | Tres Cantos > Madrid | Tres Cantos > Madrid | Tres Cantos > Madrid | Tres Cantos > Madrid | Tres Cantos > Madrid | Tres Cantos > Madrid | Tres Cantos > Madrid | Tres Cantos > Madrid | Tres Cantos > Madrid | Tres Cantos > Madrid | Tres Cantos > Madrid |
| 06                         | 07                   | 08                   | 09                   | 10                   | 11                   | 12                   | 13                   | 14                   | 15                   | 16                   | 17                   | 18                   | 19                   | 20                   | 21                   | 22                   | 23                   | 00                   | 06                   | 07                   | 08                   | 09                   | 10                   | 11                   | 12                   | 13                   | 14                   | 15                   | 16                   | 17                   | 18                   | 19                   | 20                   | 21                   | 22                   | 23                   | 00                   |
|                            | 30                   | 15                   | 00 45                | 30                   | 15                   | 00 45                | 30                   | 15                   | 00 45                | 30                   | 15                   | 00 45                | 30                   | 15                   | 00 45                | 30                   | 15                   | 00s                  |                      | 30                   | 15                   | 00 45                | 30                   | 15                   | 00 45                | 30                   | 15                   | 00 45                | 30                   | 15                   | 00 45                | 30                   | 15                   | 00 45                | 30                   | 15s                  | 00s                  |
| s Desde/hasta superficie   |                      |                      |                      |                      |                      |                      |                      |                      |                      |                      |                      |                      |                      |                      |                      |                      |                      |                      |                      |                      |                      |                      |                      |                      |                      |                      |                      |                      |                      |                      |                      |                      |                      |                      |                      |                      |                      |

### 16 - 31 julio
| Lunes a viernes laborables |                      |                      |                      |                      |                      |                      |                      |                      |                      |                      |                      |                      |                      |                      |                      |                      |                      |                      |                      |                      |                      |                      |                      |                      |                      |                      |                      |                      |                      |                      |                      |                      |                      |                      |                      |                      |                      |
| Madrid > Tres Cantos       | Madrid > Tres Cantos | Madrid > Tres Cantos | Madrid > Tres Cantos | Madrid > Tres Cantos | Madrid > Tres Cantos | Madrid > Tres Cantos | Madrid > Tres Cantos | Madrid > Tres Cantos | Madrid > Tres Cantos | Madrid > Tres Cantos | Madrid > Tres Cantos | Madrid > Tres Cantos | Madrid > Tres Cantos | Madrid > Tres Cantos | Madrid > Tres Cantos | Madrid > Tres Cantos | Madrid > Tres Cantos | Madrid > Tres Cantos | Tres Cantos > Madrid | Tres Cantos > Madrid | Tres Cantos > Madrid | Tres Cantos > Madrid | Tres Cantos > Madrid | Tres Cantos > Madrid | Tres Cantos > Madrid | Tres Cantos > Madrid | Tres Cantos > Madrid | Tres Cantos > Madrid | Tres Cantos > Madrid | Tres Cantos > Madrid | Tres Cantos > Madrid | Tres Cantos > Madrid | Tres Cantos > Madrid | Tres Cantos > Madrid | Tres Cantos > Madrid | Tres Cantos > Madrid | Tres Cantos > Madrid |
| 06                         | 07                   | 08                   | 09                   | 10                   | 11                   | 12                   | 13                   | 14                   | 15                   | 16                   | 17                   | 18                   | 19                   | 20                   | 21                   | 22                   | 23                   | 00                   | 06                   | 07                   | 08                   | 09                   | 10                   | 11                   | 12                   | 13                   | 14                   | 15                   | 16                   | 17                   | 18                   | 19                   | 20                   | 21                   | 22                   | 23                   | 00                   |
| 40                         | 00 15 30 45          | 00 15 30 45          | 00 15 30 45          | 00 15 30 45 58       | 18 38 58             | 18 38 58             | 18 38 58             | 18 38 58             | 18 38 58             | 15 40                | 05 30 55             | 20 45                | 10 35                | 00 25 50             | 15 40                | 05 30 55             | 20                   |                      | 08 23 38 53          | 08 23 38 53          | 08 23 38 53          | 08 23 38 53          | 08 28 48             | 08 28 48             | 08 28 48             | 08 28 48             | 08 28 48             | 08 28 45             | 10 35                | 00 25 50             | 15 40                | 05 30 55             | 20 45                | 10 35                | 00 25 50             | 15s                  |                      |
| Todo el año                |                      |                      |                      |                      |                      |                      |                      |                      |                      |                      |                      |                      |                      |                      |                      |                      |                      |                      |                      |                      |                      |                      |                      |                      |                      |                      |                      |                      |                      |                      |                      |                      |                      |                      |                      |                      |                      |
| Sábados laborables         |                      |                      |                      |                      |                      |                      |                      |                      |                      |                      |                      |                      |                      |                      |                      |                      |                      |                      |                      |                      |                      |                      |                      |                      |                      |                      |                      |                      |                      |                      |                      |                      |                      |                      |                      |                      |                      |
| Madrid > Tres Cantos       | Madrid > Tres Cantos | Madrid > Tres Cantos | Madrid > Tres Cantos | Madrid > Tres Cantos | Madrid > Tres Cantos | Madrid > Tres Cantos | Madrid > Tres Cantos | Madrid > Tres Cantos | Madrid > Tres Cantos | Madrid > Tres Cantos | Madrid > Tres Cantos | Madrid > Tres Cantos | Madrid > Tres Cantos | Madrid > Tres Cantos | Madrid > Tres Cantos | Madrid > Tres Cantos | Madrid > Tres Cantos | Madrid > Tres Cantos | Tres Cantos > Madrid | Tres Cantos > Madrid | Tres Cantos > Madrid | Tres Cantos > Madrid | Tres Cantos > Madrid | Tres Cantos > Madrid | Tres Cantos > Madrid | Tres Cantos > Madrid | Tres Cantos > Madrid | Tres Cantos > Madrid | Tres Cantos > Madrid | Tres Cantos > Madrid | Tres Cantos > Madrid | Tres Cantos > Madrid | Tres Cantos > Madrid | Tres Cantos > Madrid | Tres Cantos > Madrid | Tres Cantos > Madrid | Tres Cantos > Madrid |
| 06                         | 07                   | 08                   | 09                   | 10                   | 11                   | 12                   | 13                   | 14                   | 15                   | 16                   | 17                   | 18                   | 19                   | 20                   | 21                   | 22                   | 23                   | 00                   | 06                   | 07                   | 08                   | 09                   | 10                   | 11                   | 12                   | 13                   | 14                   | 15                   | 16                   | 17                   | 18                   | 19                   | 20                   | 21                   | 22                   | 23                   | 00                   |
| 45                         | 30                   | 15                   | 00 45                | 30                   | 15                   | 00 45                | 30                   | 15                   | 00 45                | 30                   | 15                   | 00 45                | 30                   | 15                   | 00 45                | 30                   | 15                   | 00s 45s              | 10 50                | 30                   | 15                   | 00 45                | 30                   | 15                   | 00 45                | 30                   | 15                   | 00 45                | 30                   | 15                   | 00 45                | 30                   | 15                   | 00 45                | 30                   | 15s                  | 00s 45s              |
| Todo el año                |                      |                      |                      |                      |                      |                      |                      |                      |                      |                      |                      |                      |                      |                      |                      |                      |                      |                      |                      |                      |                      |                      |                      |                      |                      |                      |                      |                      |                      |                      |                      |                      |                      |                      |                      |                      |                      |
| Domingos y festivos        |                      |                      |                      |                      |                      |                      |                      |                      |                      |                      |                      |                      |                      |                      |                      |                      |                      |                      |                      |                      |                      |                      |                      |                      |                      |                      |                      |                      |                      |                      |                      |                      |                      |                      |                      |                      |                      |
| Madrid > Tres Cantos       | Madrid > Tres Cantos | Madrid > Tres Cantos | Madrid > Tres Cantos | Madrid > Tres Cantos | Madrid > Tres Cantos | Madrid > Tres Cantos | Madrid > Tres Cantos | Madrid > Tres Cantos | Madrid > Tres Cantos | Madrid > Tres Cantos | Madrid > Tres Cantos | Madrid > Tres Cantos | Madrid > Tres Cantos | Madrid > Tres Cantos | Madrid > Tres Cantos | Madrid > Tres Cantos | Madrid > Tres Cantos | Madrid > Tres Cantos | Tres Cantos > Madrid | Tres Cantos > Madrid | Tres Cantos > Madrid | Tres Cantos > Madrid | Tres Cantos > Madrid | Tres Cantos > Madrid | Tres Cantos > Madrid | Tres Cantos > Madrid | Tres Cantos > Madrid | Tres Cantos > Madrid | Tres Cantos > Madrid | Tres Cantos > Madrid | Tres Cantos > Madrid | Tres Cantos > Madrid | Tres Cantos > Madrid | Tres Cantos > Madrid | Tres Cantos > Madrid | Tres Cantos > Madrid | Tres Cantos > Madrid |
| 06                         | 07                   | 08                   | 09                   | 10                   | 11                   | 12                   | 13                   | 14                   | 15                   | 16                   | 17                   | 18                   | 19                   | 20                   | 21                   | 22                   | 23                   | 00                   | 06                   | 07                   | 08                   | 09                   | 10                   | 11                   | 12                   | 13                   | 14                   | 15                   | 16                   | 17                   | 18                   | 19                   | 20                   | 21                   | 22                   | 23                   | 00                   |
|                            | 30                   | 15                   | 00 45                | 30                   | 15                   | 00 45                | 30                   | 15                   | 00 45                | 30                   | 15                   | 00 45                | 30                   | 15                   | 00 45                | 30                   | 15                   | 00s                  |                      | 30                   | 15                   | 00 45                | 30                   | 15                   | 00 45                | 30                   | 15                   | 00 45                | 30                   | 15                   | 00 45                | 30                   | 15                   | 00 45                | 30                   | 15s                  | 00s                  |
| s Desde/hasta superficie   |                      |                      |                      |                      |                      |                      |                      |                      |                      |                      |                      |                      |                      |                      |                      |                      |                      |                      |                      |                      |                      |                      |                      |                      |                      |                      |                      |                      |                      |                      |                      |                      |                      |                      |                      |                      |                      |

### 1 - 31 agosto
| Lunes a viernes laborables |                      |                      |                      |                      |                      |                      |                      |                      |                      |                      |                      |                      |                      |                      |                      |                      |                      |                      |                      |                      |                      |                      |                      |                      |                      |                      |                      |                      |                      |                      |                      |                      |                      |                      |                      |                      |                      |
| Madrid > Tres Cantos       | Madrid > Tres Cantos | Madrid > Tres Cantos | Madrid > Tres Cantos | Madrid > Tres Cantos | Madrid > Tres Cantos | Madrid > Tres Cantos | Madrid > Tres Cantos | Madrid > Tres Cantos | Madrid > Tres Cantos | Madrid > Tres Cantos | Madrid > Tres Cantos | Madrid > Tres Cantos | Madrid > Tres Cantos | Madrid > Tres Cantos | Madrid > Tres Cantos | Madrid > Tres Cantos | Madrid > Tres Cantos | Madrid > Tres Cantos | Tres Cantos > Madrid | Tres Cantos > Madrid | Tres Cantos > Madrid | Tres Cantos > Madrid | Tres Cantos > Madrid | Tres Cantos > Madrid | Tres Cantos > Madrid | Tres Cantos > Madrid | Tres Cantos > Madrid | Tres Cantos > Madrid | Tres Cantos > Madrid | Tres Cantos > Madrid | Tres Cantos > Madrid | Tres Cantos > Madrid | Tres Cantos > Madrid | Tres Cantos > Madrid | Tres Cantos > Madrid | Tres Cantos > Madrid | Tres Cantos > Madrid |
| 06                         | 07                   | 08                   | 09                   | 10                   | 11                   | 12                   | 13                   | 14                   | 15                   | 16                   | 17                   | 18                   | 19                   | 20                   | 21                   | 22                   | 23                   | 00                   | 06                   | 07                   | 08                   | 09                   | 10                   | 11                   | 12                   | 13                   | 14                   | 15                   | 16                   | 17                   | 18                   | 19                   | 20                   | 21                   | 22                   | 23                   | 00                   |
| 45                         | 15 45                | 15 45                | 15 45                | 15 45                | 15 45                | 15 45                | 15 45                | 15 45                | 15 45                | 15 45                | 15 45                | 15 45                | 15 45                | 15 45                | 15 45                | 15 45                | 15                   |                      | 00 30                | 00 30                | 00 30                | 00 30                | 00 30                | 00 30                | 00 30                | 00 30                | 00 30                | 00 30                | 00 30                | 00 30                | 00 30                | 00 30                | 00 30                | 00 30                | 00 30                |                      |                      |
| Todo el año                |                      |                      |                      |                      |                      |                      |                      |                      |                      |                      |                      |                      |                      |                      |                      |                      |                      |                      |                      |                      |                      |                      |                      |                      |                      |                      |                      |                      |                      |                      |                      |                      |                      |                      |                      |                      |                      |
| Sábados laborables         |                      |                      |                      |                      |                      |                      |                      |                      |                      |                      |                      |                      |                      |                      |                      |                      |                      |                      |                      |                      |                      |                      |                      |                      |                      |                      |                      |                      |                      |                      |                      |                      |                      |                      |                      |                      |                      |
| Madrid > Tres Cantos       | Madrid > Tres Cantos | Madrid > Tres Cantos | Madrid > Tres Cantos | Madrid > Tres Cantos | Madrid > Tres Cantos | Madrid > Tres Cantos | Madrid > Tres Cantos | Madrid > Tres Cantos | Madrid > Tres Cantos | Madrid > Tres Cantos | Madrid > Tres Cantos | Madrid > Tres Cantos | Madrid > Tres Cantos | Madrid > Tres Cantos | Madrid > Tres Cantos | Madrid > Tres Cantos | Madrid > Tres Cantos | Madrid > Tres Cantos | Tres Cantos > Madrid | Tres Cantos > Madrid | Tres Cantos > Madrid | Tres Cantos > Madrid | Tres Cantos > Madrid | Tres Cantos > Madrid | Tres Cantos > Madrid | Tres Cantos > Madrid | Tres Cantos > Madrid | Tres Cantos > Madrid | Tres Cantos > Madrid | Tres Cantos > Madrid | Tres Cantos > Madrid | Tres Cantos > Madrid | Tres Cantos > Madrid | Tres Cantos > Madrid | Tres Cantos > Madrid | Tres Cantos > Madrid | Tres Cantos > Madrid |
| 06                         | 07                   | 08                   | 09                   | 10                   | 11                   | 12                   | 13                   | 14                   | 15                   | 16                   | 17                   | 18                   | 19                   | 20                   | 21                   | 22                   | 23                   | 00                   | 06                   | 07                   | 08                   | 09                   | 10                   | 11                   | 12                   | 13                   | 14                   | 15                   | 16                   | 17                   | 18                   | 19                   | 20                   | 21                   | 22                   | 23                   | 00                   |
| 45                         | 30                   | 15                   | 00 45                | 30                   | 15                   | 00 45                | 30                   | 15                   | 00 45                | 30                   | 15                   | 00 45                | 30                   | 15                   | 00 45                | 30                   | 15                   | 00s 45s              | 10 50                | 30                   | 15                   | 00 45                | 30                   | 15                   | 00 45                | 30                   | 15                   | 00 45                | 30                   | 15                   | 00 45                | 30                   | 15                   | 00 45                | 30                   | 15s                  | 00s 45s              |
| Todo el año                |                      |                      |                      |                      |                      |                      |                      |                      |                      |                      |                      |                      |                      |                      |                      |                      |                      |                      |                      |                      |                      |                      |                      |                      |                      |                      |                      |                      |                      |                      |                      |                      |                      |                      |                      |                      |                      |
| Domingos y festivos        |                      |                      |                      |                      |                      |                      |                      |                      |                      |                      |                      |                      |                      |                      |                      |                      |                      |                      |                      |                      |                      |                      |                      |                      |                      |                      |                      |                      |                      |                      |                      |                      |                      |                      |                      |                      |                      |
| Madrid > Tres Cantos       | Madrid > Tres Cantos | Madrid > Tres Cantos | Madrid > Tres Cantos | Madrid > Tres Cantos | Madrid > Tres Cantos | Madrid > Tres Cantos | Madrid > Tres Cantos | Madrid > Tres Cantos | Madrid > Tres Cantos | Madrid > Tres Cantos | Madrid > Tres Cantos | Madrid > Tres Cantos | Madrid > Tres Cantos | Madrid > Tres Cantos | Madrid > Tres Cantos | Madrid > Tres Cantos | Madrid > Tres Cantos | Madrid > Tres Cantos | Tres Cantos > Madrid | Tres Cantos > Madrid | Tres Cantos > Madrid | Tres Cantos > Madrid | Tres Cantos > Madrid | Tres Cantos > Madrid | Tres Cantos > Madrid | Tres Cantos > Madrid | Tres Cantos > Madrid | Tres Cantos > Madrid | Tres Cantos > Madrid | Tres Cantos > Madrid | Tres Cantos > Madrid | Tres Cantos > Madrid | Tres Cantos > Madrid | Tres Cantos > Madrid | Tres Cantos > Madrid | Tres Cantos > Madrid | Tres Cantos > Madrid |
| 06                         | 07                   | 08                   | 09                   | 10                   | 11                   | 12                   | 13                   | 14                   | 15                   | 16                   | 17                   | 18                   | 19                   | 20                   | 21                   | 22                   | 23                   | 00                   | 06                   | 07                   | 08                   | 09                   | 10                   | 11                   | 12                   | 13                   | 14                   | 15                   | 16                   | 17                   | 18                   | 19                   | 20                   | 21                   | 22                   | 23                   | 00                   |
|                            | 30                   | 15                   | 00 45                | 30                   | 15                   | 00 45                | 30                   | 15                   | 00 45                | 30                   | 15                   | 00 45                | 30                   | 15                   | 00 45                | 30                   | 15                   | 00s                  |                      | 30                   | 15                   | 00 45                | 30                   | 15                   | 00 45                | 30                   | 15                   | 00 45                | 30                   | 15                   | 00 45                | 30                   | 15                   | 00 45                | 30                   | 15s                  | 00s                  |
| s Desde/hasta superficie   |                      |                      |                      |                      |                      |                      |                      |                      |                      |                      |                      |                      |                      |                      |                      |                      |                      |                      |                      |                      |                      |                      |                      |                      |                      |                      |                      |                      |                      |                      |                      |                      |                      |                      |                      |                      |                      |

## Recorrido y paradas

### Sentido Tres Cantos

Esquema de dársenas del intercambiador subterráneo de Plaza de Castilla

La línea inicia su recorrido en el intercambiador subterráneo de Plaza de Castilla, en la dársena 30 (los servicios que parten desde la superficie del intercambiador de Plaza de Castilla lo hacen desde la dársena 47), en este punto se establece correspondencia con todas las líneas de los corredores 1 y 7 con cabecera en el intercambiador de Plaza de Castilla. En la superficie efectúan parada varias líneas urbanas con las que tiene correspondencia, y a través de pasillos subterráneos enlaza con las líneas 1, 9 y 10 del Metro de Madrid.
Tras abandonar los túneles del intercambiador subterráneo, la línea sale al Paseo de la Castellana, donde tiene una primera parada frente al Hospital La Paz (subida de viajeros). A partir de aquí sale por la M-30 hasta el nudo de Manoteras y toma la M-607.
La línea circula por la M-607 realizando diversas paradas en la vía de servicio, notablemente en la zona de Cantoblanco, la Universidad Autónoma de Madrid y la base militar de El Goloso. Toma la salida 21 hacia Tres Cantos y realiza 1 parada en la Avenida del Parque y 1 parada en la Calle del Bolillero antes de girar hacia la Avenida de Viñuelas (1 parada) y tomar nuevamente la Avenida del Parque (5 paradas) que le da nombre a la línea.
Al final de dicha avenida, toma la Avenida de Colmenar Viejo (1 parada), desviándose hacia la Calle de La Maliciosa (2 paradas) hasta tomar la Ronda de los Montes (3 paradas) donde se desvía hasta la Avenida de Juan Pablo II, donde tiene su cabecera junto a la línea 717 en los nuevos desarrollos urbanísticos al norte de la ciudad, llamados Nuevo Tres Cantos.
| Código                                                                                             | Zona | Localidad   | Denominación                                         | Ubicación                      | Líneas de la parada                                                   | Metro / Cercanías |
| -------------------------------------------------------------------------------------------------- | ---- | ----------- | ---------------------------------------------------- | ------------------------------ | --------------------------------------------------------------------- | ----------------- |
| 17470A                                                                                             |      | Madrid      | Intercambiador de Plaza de Castilla - Dársena 30     | Avenida de Asturias Nº2        | 712 713                                                               | Plaza de Castilla |
| Cabecera de las expediciones que salen desde la superficie del Intercambiador de Plaza de Castilla |      |             |                                                      |                                |                                                                       |                   |
| 18074F                                                                                             |      | Madrid      | Intercambiador de Plaza de Castilla - Dársena 47     | Paseo de la Castellana Nº195   | 178 712 713                                                           | Plaza de Castilla |
| Paradas del itinerario normal                                                                      |      |             |                                                      |                                |                                                                       |                   |
| 3252                                                                                               |      | Madrid      | Paseo de la Castellana Nº292 - Hospital La Paz       | Paseo de la Castellana Nº292   | 173 174 175 176 178 712 713 716 717 721 722 724 725 726 876 N701 N702 | Begoña            |
| 3670                                                                                               |      | Madrid      | Carretera de Colmenar - Hospital Ramón y Cajal       | M-607 km. 8,4                  | 175 178 712 713 714 716 717 721 722 724 725 726 876 N701 N702         | Ramón y Cajal     |
| 3918                                                                                               |      | Madrid      | Carretera de Colmenar - Colegio                      | M-607 km. 8,9                  | 175 178 712 713 716 717 N701                                          |                   |
| 06563                                                                                              |      | Madrid      | Carretera de Colmenar Viejo - Academia de Artillería | M-607 km. 11,7                 | 712 713 716 717 721 722 724 725 726 N701 N702                         |                   |
| 06565                                                                                              |      | Madrid      | Carretera M-607 - Residencia de Ancianos             | M-607 km. 13                   | 712 713 714 716 717 721 722 724 725 726 N701 N702                     |                   |
| 06566                                                                                              |      | Madrid      | Carretera M-607 - Ciudad Escolar                     | M-607 km. 13,4                 | 712 713 716 717 721 722 724 725 726 N701 N702                         |                   |
| 06567                                                                                              |      | Madrid      | Carretera M-607 - Hospital Psiquiátrico              | M-607 km. 13,8                 | 712 713 716 717 721 722 724 725 726 N701 N702                         |                   |
| 06568                                                                                              |      | Madrid      | Carretera M-607 - Hospital Cantoblanco               | M-607 km. 14,5                 | 712 713 716 717 721 722 724 725 726 N701 N702                         |                   |
| 06569                                                                                              |      | Madrid      | Carretera M-607 - Universidad Autónoma               | M-607 km. 14,9                 | 712 713 716 717 721 722 724 725 726 876 N701 N702                     | Cantoblanco       |
| 06570                                                                                              |      | Madrid      | Carretera M-607 - Cruce Carretera de Alcobendas      | M-607 km. 16                   | 712 713 716 717 721 722 724 725 726 N701 N702                         |                   |
| 06571                                                                                              |      | Madrid      | Carretera M-607 - El Goloso                          | M-607 km. 16,8                 | 712 713 716 717 721 722 724 725 726 827 N701 N702                     | El Goloso         |
| 06572                                                                                              |      | Madrid      | Carretera M-607 - Las Jarrillas                      | M-607 km. 18,7                 | 712 713 716 717 721 722 724 725 726 827 N701 N702                     |                   |
| 06573                                                                                              |      | Madrid      | Carretera M-607 - Cementerio La Paz                  | M-607 km. 19,4                 | 712 713 716 717 721 722 724 725 726 827 N701 N702                     |                   |
| 09097                                                                                              |      | Tres Cantos | Avenida del Parque - Plaza Puerta de Madrid          | Avenida del Parque Nº2         | 712 713 716 827 N701                                                  |                   |
| 06576                                                                                              |      | Tres Cantos | Calle del Bolillero - Avenida Islas                  | Calle del Bolillero Nº33       | 713                                                                   |                   |
| 11103                                                                                              |      | Tres Cantos | Avenida de Viñuelas Nº17                             | Avenida de Viñuelas Nº17       | 713 723 N701 2 5                                                      |                   |
| 11634                                                                                              |      | Tres Cantos | Avenida del Parque - Calle de la Ciudad de México    | Avenida del Parque Nº74        | 713                                                                   |                   |
| 11105                                                                                              |      | Tres Cantos | Avenida del Parque - Plaza de Fuencaliente           | Plaza de Fuencaliente Nº76     | 713                                                                   |                   |
| 11107                                                                                              |      | Tres Cantos | Avenida del Parque - Calle de la Menta               | Avenida del Parque Nº2         | 713                                                                   |                   |
| 11109                                                                                              |      | Tres Cantos | Avenida del Parque - Calle de la Canela              | Avenida del Parque Nº2         | 713                                                                   |                   |
| 11112                                                                                              |      | Tres Cantos | Avenida del Parque - Centro de Salud                 | Sector Literatos Nº6           | 713                                                                   |                   |
| 08397                                                                                              |      | Tres Cantos | Avenida de Colmenar Viejo - Sector Literatos         | Avenida de Colmenar Viejo S/Nº | 712 713 723 N701 2 4 5                                                |                   |
| 19000                                                                                              |      | Tres Cantos | Calle de La Maliciosa - Sector Pueblos               | Calle de La Maliciosa Nº1      | 713 4 5                                                               |                   |
| 18999                                                                                              |      | Tres Cantos | Calle de La Maliciosa - Colegio                      | Calle de La Maliciosa Nº1      | 713 4 5                                                               |                   |
| 15659                                                                                              |      | Tres Cantos | Avenida de los Montes - Glorieta Fuente de la Zarza  | Avenida de los Montes S/Nº     | 713                                                                   |                   |
| 20314                                                                                              |      | Tres Cantos | Avenida de los Montes - Avenida del 21 de marzo      | Avenida de los Montes S/Nº     | 713                                                                   |                   |
| 19905                                                                                              |      | Tres Cantos | Avenida de los Montes - Plaza de España              | Avenida de los Montes Nº1      | 713 717                                                               |                   |
| 20460                                                                                              |      | Tres Cantos | Avenida de Juan Pablo II - Calle Emilio Turión       | Avenida de Juan Pablo II Nº1   | 713717                                                                |                   |

### Sentido Madrid (Plaza de Castilla)
El recorrido en sentido Madrid es igual al de ida pero en sentido contrario.
| Código                                                                                             | Zona | Localidad   | Denominación                                        | Ubicación                      | Líneas de la parada                                     | Metro / Cercanías |
| -------------------------------------------------------------------------------------------------- | ---- | ----------- | --------------------------------------------------- | ------------------------------ | ------------------------------------------------------- | ----------------- |
| 20461                                                                                              |      | Tres Cantos | Avenida de Juan Pablo II - Calle Emilio Turión      | Avenida de Juan Pablo II Nº1   | 713 717                                                 |                   |
| 18994                                                                                              |      | Tres Cantos | Avenida de los Montes - Plaza de España             | Avenida de los Montes Nº1      | 713 717 N701                                            |                   |
| 20315                                                                                              |      | Tres Cantos | Avenida de los Montes - Avenida del 21 de marzo     | Avenida de los Montes S/Nº     | 713 N701                                                |                   |
| 15658                                                                                              |      | Tres Cantos | Avenida de los Montes - Glorieta Fuente de la Zarza | Avenida de los Montes S/Nº     | 713 N701                                                |                   |
| 19084                                                                                              |      | Tres Cantos | Avenida de los Montes - Calle del Fuego             | Avenida de los Montes Nº1      | 713 717 4 5                                             |                   |
| 15660                                                                                              |      | Tres Cantos | Calle de La Maliciosa - Colegio                     | Calle de La Maliciosa Nº22     | 713 4 5                                                 |                   |
| 15662                                                                                              |      | Tres Cantos | Calle de La Maliciosa - Sector Descubridores        | Calle de La Maliciosa Nº39     | 713 4 5                                                 |                   |
| 06660                                                                                              |      | Tres Cantos | Avenida de Colmenar Viejo - Sector Descubridores    | Avenida de Colmenar Viejo Nº46 | 712 713 723 827 1 3 4 5                                 |                   |
| 11113                                                                                              |      | Tres Cantos | Avenida del Parque - Centro de Salud                | Avenida del Parque Nº86        | 713                                                     |                   |
| 11110                                                                                              |      | Tres Cantos | Avenida del Parque - Calle de la Canela             | Avenida del Parque Nº2         | 713                                                     |                   |
| 11108                                                                                              |      | Tres Cantos | Avenida del Parque - Calle de la Hierbabuena        | Avenida del Parque Nº2         | 713                                                     |                   |
| 11106                                                                                              |      | Tres Cantos | Avenida del Parque - Plaza de Fuencaliente          | Plaza de Fuencaliente Nº76     | 713                                                     |                   |
| 11633                                                                                              |      | Tres Cantos | Avenida del Parque - Calle Añil                     | Avenida del Parque Nº74        | 713                                                     |                   |
| 11111                                                                                              |      | Tres Cantos | Calle del Bolillero - Calle del Mar del Norte       | Calle del Bolillero Nº41       | 713                                                     |                   |
| 06574                                                                                              |      | Tres Cantos | Calle del Bolillero - Calle del Mar Egeo            | Calle del Bolillero Nº33       | 713                                                     |                   |
| 09096                                                                                              |      | Tres Cantos | Plaza Puerta de Madrid - Residencial Aislada        | Avenida del Parque Nº2         | 712 713 716 827 N701                                    |                   |
| 12875                                                                                              |      | Madrid      | Carretera M-607 - Cementerio La Paz                 | M-607 km. 19,3                 | 712 713 716 717 721 722 724 725 726 827 876N701 N702    |                   |
| 09679                                                                                              |      | Madrid      | Carretera M-607 - Estación de El Goloso             | M-607 km. 17,2                 | 712 713 716 717 721 722 724 725 726 827 N701 N702       | El Goloso         |
| 06664                                                                                              |      | Madrid      | Carretera M-607 - El Goloso                         | M-607 km. 16,9                 | 712 713 716 717 721 722 724 725 726 827 N701 N702       | El Goloso         |
| 06665                                                                                              |      | Madrid      | Carretera M-607 - Cruce Carretera de Alcobendas     | M-607 km. 16                   | 712 713 716 717 721 722 724 725 726 N701 N702           |                   |
| 06666                                                                                              |      | Madrid      | Carretera M-607 - Universidad Autónoma              | M-607 km. 14,9                 | 712 713 716 717 721 722 724 725 726 876N701 N702        | Cantoblanco       |
| 06667                                                                                              |      | Madrid      | Carretera M-607 - Valdelatas                        | M-607 km. 14,3                 | 712 713 716 717 N701                                    |                   |
| 06669                                                                                              |      | Madrid      | Carretera M-607 - Ciudad Escolar                    | M-607 km. 13,4                 | 712 713 714 716 717 721722 724 725 726 N701 N702        |                   |
| 06672                                                                                              |      | Madrid      | Carretera de Colmenar - Academia de Artillería      | M-607 km. 11,7                 | 712 713 716 717 721722724725726N701 N702                |                   |
| 06673                                                                                              |      | Madrid      | Carretera de Colmenar - Gasolinera Santa Ana        | M-607 km. 9,7                  | 712 713 714 716 717 721722724725726876N701 N702         |                   |
| 955                                                                                                |      | Madrid      | Carretera de Colmenar - Hospital Ramón y Cajal      | M-607 km. 8,3                  | 175 178 712 713 714 716 717 721722724725726876N701 N702 | Ramón y Cajal     |
| 10548                                                                                              |      | Madrid      | Paseo de la Castellana - Hospital La Paz            | Paseo de la Castellana Nº300   | 712 713 714 716 717 721722724725726815 876N701 N702     | Begoña            |
| Terminal de las expediciones que terminan en la superficie del Intercambiador de Plaza de Castilla |      |             |                                                     |                                |                                                         |                   |
| 18074                                                                                              |      | Madrid      | Intercambiador de Plaza de Castilla                 | Paseo de la Castellana Nº195   | Descenso antes de la dársena 42                         | Plaza de Castilla |
| Terminal del itinerario normal                                                                     |      |             |                                                     |                                |                                                         |                   |
| 17470                                                                                              |      | Madrid      | Intercambiador de Plaza de Castilla                 | Avenida de Asturias Nº2        | Descenso en las dársenas 38 y 39.                       | Plaza de Castilla |